# Futuna (Vanuatu)
Futuna é uma ilha do Oceano Pacífico na província de Tafea em Vanuatu. É a ilha mais ao oriente do país. O território foi formado pela elevação de um vulcão submarino, cuja ultima erupção foi no Pleistoceno, há quase 11000 anos. A ilha é normalmente chamada de Futuna do Oeste para diferenciar da ilha de Futuna de Wallis e Futuna.